# Poecilopsyche bagha
Poecilopsyche bagha är en nattsländeart som beskrevs av Schmid 1968. Poecilopsyche bagha ingår i släktet Poecilopsyche och familjen långhornssländor. Inga underarter finns listade i Catalogue of Life.